# Либелишка Гора
Либелишка Гора (словен. Libeliška Gora) је насељено место у општини Дравоград, Корушка регија, Словенија.

## Историја
До територијалне реорганизације у Словенији била је у саставу старе општине Дравоград.

## Становништво
У попису становништва из 2011. године, Либелишка Гора је имала 160 становника.
| Број становника према пописима | Број становника према пописима | Број становника према пописима |
| ------------------------------ | ------------------------------ | ------------------------------ |
| 1991                           | 2002                           | 2011                           |
| 133                            | 143                            | 160                            |